# Aproximație diofantică
În teoria numerelor, aproximația diofantică se referă la aproximarea numerelor reale prin numere raționale. Își trage numele de la matematicianul Diofant din Alexandria, din Grecia Antică.

## Probleme nerezolvate
Există probleme nerezolvate relativ la aproximarea diofantică cum ar fi conjectura lui Littlewood.